# Maxomys moi
Maxomys moi es una especie de roedor de la familia Muridae.

## Distribución geográfica
Se encuentra en Laos y Vietnam. 